# Qiannan
Qiannan är en autonom prefektur för bouyei- och miao-folken i Guizhou-provinsen i sydvästra Kina. Antalet invånare är 3 232 714. Befolkningen består av 1 568 349 kvinnor och 1 664 365 män. Barn under 15 år utgör 23,0 %, vuxna 15–64 år 67 %, och äldre över 65 år 9,0 %.

## Administrativ indelning
Prefekturen indelas i två städer på häradsnivå, nio reguljära härad och ett autonomt härad:
- Staden Duyun (都勻市), 2 278 km², 480 000 invånare, centralort;
- Staden Fuquan (福泉市), 1 691 km², 310 000 invånare;
- Häradet Libo (荔波县), 2 432 km², 160 000 invånare;
- Häradet Guiding (贵定县), 1 631 km², 270 000 invånare;
- Häradet Weng'an (瓮安县), 1 974 km², 440 000 invånare;
- Häradet Dushan (独山县), 2 442 km², 330 000 invånare;
- Häradet Pingtang (平塘县), 2 816 km², 300 000 invånare;
- Häradet Luodian (罗甸县), 3 010 km², 320 000 invånare;
- Häradet Changshun (长顺县), 1 555 km², 260 000 invånare;
- Häradet Longli (龙里县), 1 518 km², 210 000 invånare;
- Häradet Huishui (惠水县), 2 464 km², 430 000 invånare;
- Det autonoma häradet Sandu för sui-folket (三都水族自治县), 2 384 km², 310 000 invånare.